# Rugby Union Donau Wien
Le Rugby Union Donau Wien est un club autrichien de rugby à XV basé à Vienne.

## Histoire
Le club a été formé en 1999, émergeant des équipes jeunes du Rugby Club Wien.